# Paralastor perkinsi
Paralastor perkinsi är en stekelart som beskrevs av Borsato 2003. Paralastor perkinsi ingår i släktet Paralastor och familjen Eumenidae. Inga underarter finns listade i Catalogue of Life.